# فردریک جان گلدسمید
فردریک جان گلدسمید (انگلیسی: Frederic John Goldsmid؛ ۱۹ مه ۱۸۱۸ – ۱۲ ژانویه ۱۹۰۸) یا گلدسمیت افسر ارتش و کمپانی هند شرقی بریتانیا بود که مأموریت‌های گوناگونی را برای دولت بریتانیا در خاورمیانه به انجام رساند.
او پس از خدمت نظامی در چین (۱۸۴۰)، هند و عثمانی (۱۸۵۵)، که موجب تسلط وی بر چند زبان آسیایی شد، با برنامه بریتانیا برای اتصال شرق و غرب به‌وسیله تلگراف در ۱۸۶۱ همکاری کرد. او پس از مذاکره در مورد تلگراف با سران هند، منطقه بلوچستان (امروزه مشترک بین ایران و پاکستان) و امپراتوری عثمانی برای کسب موافقت آن‌ها، مسئول انتقال و اتصال تلگراف از اروپا به هند در ۱۸۶۴ شد و در ۱۸۶۵، ژنرال مدیر تلگراف هندواروپایی شد؛ پستی که تا ۱۸۷۰ در دست داشت. دانش او از زبان‌های آسیایی، او را قادر کرد تا مرزهای بین ایران و بلوچستان را در ۱۸۷۱ و مرزهای ایران و افغانستان را در ۱۸۷۲ تعیین کند. این اتفاق در ایران به قرارداد گلدسمید یا حکمیت گلدسمید مشهور است.
او در ۱۸۷۱ مقام شوالیه را به دست آورد.

## در خاورمیانه
او در ۱۸۶۵ به هندوستان بازگشت و به کارهای قضایی پرداخت و به دنبال آن، به تحقیق از سرزمین‌های بیگانه دست زد و به افراد بارتل فر پیوست و پس از آن، کمیسر ارشد ایالت سند شد. پس از فعالیت‌های زیاد و نشان دادن توانایی و انرژی فراوان از خود، برای ایجاد خطوط تلگراف از اروپا به ایران و بلوچستان و از آنجا به هند، انتخاب شد.
او از ۱۸۶۵ تا ۱۸۷۰، مدیر کمپانی دولتی تلگراف هندواروپایی بود و در طول این شش سال، او به تنهایی، مدیریت نصب تیرک‌ها و کشیدن سیم‌ها را در سراسر قلمرو ناصرالدین‌شاه قاجار به‌عهده داشت.
او به‌خاطر خدماتش در ۱۸۶۶ و پایان بخش اول کار، نشان افتخار و تشکر دولت هند را دریافت کرد و در ۱۸۷۱، وقتی کار تلگراف به پایان رسید، نشان شوالیه به او اهدا شد. در ۱۸۷۱ به عنوان کمیسر دولت بریتانیا، خطوط مرزی ایران و بلوچستان را تعیین کرد و در ۱۸۷۲، خطوط مرزی ایران و افغانستان را. راضی کردن هر دو طرف کار دشواری بود؛ آنچه او به ناصرالدین شاه وعده داده بود، شاه را راضی نمی‌کرد و در همین زمان، کارهای او، بی‌شک باعث رنجیدن شیرعلی خان شده بود.